# Giovanni Bassano
Giovanni Bassano, także Bassani (ur. 2. połowa XVI wieku, zm. sierpień lub wrzesień 1617) – włoski kompozytor.

## Życiorys
Grał na skrzypcach i kornecie. Związany z Wenecją, należał do zespołu instrumentalnego bazyliki św. Marka. Był śpiewakiem (1585) i nauczycielem muzyki (1595) w przykatedralnym seminarium.
Muzyka Bassana stanowi świadectwo zmian zachodzących w muzyce końca XVI wieku, przejawiające się we wprowadzeniu instrumentów obok lub zamiast głosów wokalnych, stosowaniu basso continuo i techniki koncertującej oraz tendencji zmierzającej w kierunku wprowadzenia obsady małogłosowej i solowej. Jego twórczość wywarła wpływ na kompozytorów szkoły weneckiej.

## Kompozycje
(na podstawie materiałów źródłowych)
- Fantasie per cantar et sonar con ogni sorte d’instrumenti (1585)
- Canzonette na 4 głosy (1587)
- Il fiore dei capricci musicali per sonar ogni sorte di stromenti na 4 głosy (1588)
- Motetti, madrigali et canzone francese di diversi eccelolenti autori na 4–6 głosów (1591)
- Motetti per concerti ecclesiastici na 5–8 i 12 głosów (1598)
- Concerti ecclesiastici, libro secondo na 5–8 i 12 głosów (1599)
- Madrigali et canzonette concertate per potersi cantare con il basso & soprno nel liuto & istrumente da pen a con passaggi a ciascuna parte, libro primo (1602)